# Lacor Hospital
Il St. Mary's Lacor Hospital (1959), noto anche come Lacor Hospital, è un ospedale ugandese situato nel distretto di Gulu, nella Regione settentrionale.
Il Lacor è un ospedale privato senza scopo di lucro, che ha come missione di offrire cure mediche al minor costo possibile, e al maggior numero di pazienti possibile, senza discriminazioni di sesso, religione o affiliazione politica, ma con particolare riguardo per i pazienti più poveri e più bisognosi.
Fondato nel 1959 dalle missionarie e dai missionari comboniani, è stata gestito e sviluppato dal 1961 dai coniugi Piero Corti e Lucille Teasdale, rispettivamente pediatra e chirurgo, i quali hanno continuato a lavorarci fino alla loro morte.
Con 482 posti letto, tre centri periferici, il Lacor Hospital è uno dei maggiori ospedali dell'Uganda, nonché il più grande ospedale senza scopo di lucro dell'Africa orientale.
Dal 2008 al 2015 l'ospedale ha curato annualmente tra i 200 000 e i 350 000 pazienti, una gran parte dei quali donne e bambini, che vengono curati o gratuitamente o a tariffe bassissime.
Dotato di una terapia intensiva e 6 sale operatorie all'avanguardia per il contesto locale, il Lacor Hospital è anche un importante polo di insegnamento con le sue scuole per infermieri, per ostetriche, per tecnici di laboratorio, tecnici di anestesia e per ferriste. L'ospedale è anche sede di insegnamento per la Facoltà di Medicina dell'ospedale Governativo di Gulu.
L'ospedale ha un budget in continua crescita, con costi correnti che nel 2015 erano intorno ai 4 milioni di euro.
Il 65% di questi costi veniva da donatori esteri, tra cui la Fondazione Piero e Lucille Corti di Milano, fondata da Piero e Lucille stessi per raccogliere fondi per l'ospedale. La Fondazione costituisce il principale partner dell'ospedale e fornisce allo stesso anche assistenza tecnica.

## Storia
Il St.Mary's nasce come dispensario fondato da alcune suore missionarie dell'ordine di Daniele Comboni nel 1959.
All'inizio si occupa in particolar modo di fornire assistenza sanitaria ai membri della tribù Acoli che abitano il villaggio di Lacor, distante appena 11 km dalla cittadina di Gulu, capoluogo del Nord Uganda.
È costituito a quel tempo da un ambulatorio e da circa quaranta posti letto per la maternità, il minimo indispensabile per far fronte alle esigenze delle donne e della comunità tutta; le missionarie svolgono i compiti di infermiere e levatrici per i neonati.
La direzione è affidata alla Arcidiocesi Cattolica che fa capo al vescovo di Gulu Monsignor Giovanni Battista Cesana.
Fu proprio Monsignor Cesana ad invitare un giovane medico italiano, il dottor Piero Corti, a prestare servizio al Lacor; questi, avendo conseguito la terza specializzazione in pediatria, dopo quella in radiologia e neuropsichiatria, decide di accettare, realizzando così uno dei suoi sogni, lavorare come "medico in missione".
Nel maggio 1961 atterra ad Entebbe, allora capitale del protettorato britannico ugandese, assieme alla dottoressa Lucille Teasdale, specializzanda in chirurgia, di origini canadesi, che lo accompagna per offrire il suo aiuto nel mettere in piedi un reparto di chirurgia.
Presto i due medici si innamorano e si sposano e nel 1962 danno alla luce la loro figlia Dominique, decidendo di rimanere in Uganda per tutta la loro vita.
Grazie al prezioso contributo del dottor Corti e di sua moglie, il St, Mary's viene gradualmente ampliato: nel 1976 il neopresidente ugandese Amin Dada fa visita a Lacor e autorizza la costruzione di nuovi reparti.
Dal 1993 viene inaugurato il padiglione dei tubercolitici, che ospita numerosi degenti sieropositivi.
Il primo maggio 1995 il presidente dell'Uganda Yoweri Museveni era presente all'inaugurazione del padiglione che avrebbe accolto il servizio ambulatoriale.
Nello stesso anno l'Accademia nazionale dei Lincei assegnava all'ospedale di Lacor il premio Feltrinelli, ricompensando un'iniziativa eccezionale di grande valore morale e umanitario con una borsa di trecento milioni di lire.
Ben presto, tuttavia, i rivolgimenti politici nel corso di una violenta guerra civile causano di giorno in giorno maggiori difficoltà per il buon funzionamento dell'ospedale, aiutato dalle donazioni che il dottor Corti riesce a reperire in Italia e in Europa.
Durante gli scontri, che mietono sempre più vittime e feriti, i reparti iniziano ad essere sgomberati per mancanza di personale, e soltanto quello di pediatria trabocca di donne e bambini, mentre i profughi in cerca di asilo chiedono riparo nell'ospedale, sostituendo di fatto i pazienti.
Alle difficoltà dovute alla guerriglia, si aggiungono frequenti epidemie tra la popolazione, che spaventata e ignorante, cerca aiuto nelle mani di stregoni e sciamani che con i loro riti non fanno altro che peggiorare le condizioni di salute già molto precarie. Al "diario di bordo" della dottoressa Teasdale, risulta che nel 1988 i ribelli hanno saccheggiato l'ospedale ben sette volte nell'arco di 4 mesi. Iniziano a mancare le risorse necessarie, finiscono le scorte di medicine e il dottor Corti chiede aiuto per completare i lavori di ampliamento dell'ospedale, che ormai possiede un apparecchio a raggi x, un microscopio e un apparecchio a ultrasuoni per le ecografie.
Dall'inizio del 1987, inoltre, al Lacor diviene possibile effettuare un test Elisa per la campagna preventiva contro l'AIDS, sindrome sempre più diffusa in Africa: già nel 1984 era stato dichiarato il primo caso di sieropositività dal St. Mary's.
Intanto giungono al St. Mary's numerosi medici provenienti soprattutto dall'Italia, che aiutano Corti e la Teasdale nei programmi di prevenzione da loro iniziati per arginare la malnutrizione tra la popolazione Acoli e nell'educazione del personale autoctono, medico e infermieristico.
Con l'arrivo in particolare del dottor Wilson Carswell, professore scozzese all'università di Makerere, il Lacor diventa un centro abilitato al tirocinio di personale ugandese.
Un altro giovane medico si mescola alla storia dell'ospedale, è il dottor Matthew Lukwiya, che molto presto diviene uno dei principali collaboratori di Piero Corti.

## L'ospedale
Piero e Lucille Corti dedicarono tutta la loro vita all'ospedale con in testa l'obiettivo di arrivare ad offrire "le migliori cure possibili, al più gran numero di persone possibile, al minor costo possibile". La politica dell'ospedale è ancora oggi di dare priorità all'accessibilità ai servizi alle fasce più  vulnerabili della popolazione, offrendo un ampio spettro di servizi sanitari a un prezzo sovvenzionato a tariffa unica.
Dal 1961 ad oggi, l'ospedale è arrivato a comprendere una struttura centrale con un poliambulatorio, un reparto di pediatria, due reparti di medicina generale, due reparti di chirurgia, un reparto di maternità e tre centri sanitari periferici. Essi sono situati entro un raggio di 40 km dall'ospedale nelle località di Amuru, Opit e Pabbo.
I tre centri sono da considerare branches dell'ospedale, dal quale ricevono il personale medico ed infermieristico e supporto e assistenza diagnostico/farmacologico.
Accanto all'attività sanitaria, c'è poi quella di formazione. Il Lacor Hospital è polo universitario che offre tirocini per medici neolaureati, scuole per infermiere, per assistenti di laboratorio e corsi per levatrici tradizionali di villaggio.
Oggi, il Lacor è il primo ospedale privato non-profit dell'Uganda e il secondo per importanza dopo l'ospedale governativo di Mulago nella capitale Kampala. Con 595 dipendenti permanenti, tutti ugandesi compresa la dirigenza, cura oltre 300.000 pazienti all'anno aderendo ufficialmente alla realizzazione degli obiettivi stabiliti nel Piano Strategico per il settore sanitario dal governo Ugandese (2005-2010): riduzione della mortalità infantile e materna, riduzione della malnutrizione, riduzione di AIDS TB e malaria, riduzione della disparità dello stato di salute tra le fasce di reddito estreme. Nel 2008 l'ospedale è stato insignito di un importante riconoscimento: il premio speciale alla Libertà di società libera, premio sotto l'alto patronato del Presidente della Repubblica Italiana e alla sua VII edizione.  La commissione di Società Libera ha voluto porre l'accento sull'esemplarità di un presidio sanitario che da 50 anni, nonostante i 25 anni di guerre e violenze in un contesto di epidemie e povertà estrema, offre cure di qualità accessibili a tutti, facilitando al tempo stesso lo sviluppo in loco di competenze e professionalità in ambito medico, tecnico e amministrativo.

## Le Fondazioni Corti
Se negli anni l'ospedale si attrezzava per rispondere alla crescente domanda di servizi dovuta alle continue crisi umanitarie (guerre civili) e sanitarie (epidemie di AIDS ed ebola) che devastavano la regione, si rendeva sempre più necessario un sostegno economico più consistente. Dunque per garantire sopravvivenza e soprattutto sostenibilità all'ospedale, Piero Corti e Lucille Corti costituirono nel 1993 due Fondazioni (la Fondazione Piero e Lucille Corti in Italia e la Fondation Teasdale-Corti in Canada) che andarono ad affiancare i grandi contributori dell'ospedale quali per esempio la Conferenza Episcopale e la Cooperazione Italiana.
La Fondazione Piero e Lucille Corti ONLUS di Milano è una ONLUS con proprio statuto riconosciuto dal Ministero degli Affari Esteri Italiano con DM 7597 del 07/11/95.
La fondazione, insieme alla sorella canadese Teasdale-Corti di Montreal, si occupa di fornire sostegno economico e tecnico-logistico all'ospedale.
In particolare, le Fondazioni hanno come obiettivi
- la copertura, attraverso la raccolta fondi, dei costi correnti (come ad esempio stipendi, farmaci e materiali chirurgici) e degli investimenti (come ad esempio macchinari medicali, infrastrutture, costruzioni) del Lacor Hospital;
- l'acquisto, quando necessario, di beni e servizi per conto del Lacor Hospital;
- la promozione del Lacor Hospital ovvero la diffusione dei suoi valori fondanti e l'estensione della rete dei suoi sostenitori.

La Fondazione di Milano è composta dai responsabili della sede operativa, dal collegio dei revisori e dal consiglio di amministrazione con a capo la presidentessa Dominique Corti, figlia di Piero e Lucille, che è impegnata a tempo pieno per la Fondazione e l'ospedale (essendo anche membro del Consiglio di amministrazione dell'ospedale).

### Network
La Fondazione Corti di Milano e il Lacor Hospital hanno partecipato insieme ad Amref al progetto Fondazioni 4 Africa per quanto riguarda la componente progettuale sanitaria nel Nord Uganda.